# Liste der isländischen Fußballnationalspieler
Diese Liste gibt einen Überblick aller Fußballspieler, die seit 1946 in der isländischen Fußballnationalmannschaft eingesetzt wurden. Stand der Angaben ist der 31. März 2013.
Aufbau der Liste:
- Name des Spielers (Zeitraum der Nationalmannschaftskarriere)
Anzahl der Spiele, Anzahl der Tore

| Inhaltsverzeichnis A Á B D Ð E É F G H I Í J K L M N O Ó P R S T U Ú V X Y Ý Þ Æ Ö Weblinks |

## A
| - Aðalsteinn Aðalsteinsson (1982–1990) 4 Spiele, kein Tor - Albert Guðmundsson (1946–1958) 6 Spiele, 2 Tore - Albert Guðmundsson (1977–1980) 7 Spiele, 1 Tor - Alexander Högnason (1990–1996) 3 Spiele, 1 Tor - Alfreð Finnbogason (2010–2012) 12 Spiele, 3 Tore - Andri Marteinsson (1984–1994) 20 Spiele, 1 Tor - Andri Sigþórsson (2001–2002) 7 Spiele, 2 Tore - Anthony Karl Gregory (1990–1991) 5 Spiele, 2 Tore - Anton Bjarnason (1966–1968) 5 Spiele, kein Tor - Anton Sigurðsson (1946) 1 Spiel, kein Tor - Ari Freyr Skúlason (2009–2012) 8 Spiele, kein Tor - Arnar B. Gunnlaugsson (1993–2003) 32 Spiele, 3 Tore - Arnar Grétarsson (1991–2004) 71 Spiele, 2 Tore - Arnar Viðarsson (1998–2007) 52 Spiele, 2 Tore - Arnljótur Davíðsson (1988) 3 Spiele, kein Tor | - Arnór Guðjohnsen (1979–1997) 73 Spiele, 14 Tore - Arnór Smárason (2008–2012) 14 Spiele, 2 Tore - Arnór Sveinn Aðalsteinsson (2009–2012) 12 Spiele, kein Tor - Aron Einar Gunnarsson (2008–2012) 33 Spiele, kein Tor - Atli Eðvaldsson (1976–1991) 70 Spiele, 8 Tore - Atli Einarsson (1990–1992) 4 Spiele, kein Tor - Atli Guðnason (2009–2010) 3 Spiele, kein Tor - Atli Helgason (1991–1992) 3 Spiele, 1 Tor - Atli Knútsson (2002) 1 Spiel, kein Tor - Atli S. Þórarinsson (2002–2009) 9 Spiele, kein Tor - Atli Viðar Björnsson (2009) 4 Spiele, kein Tor - Atli Þór Héðinsson (1974) 2 Spiele, kein Tor - Auðun Helgason (1998–2005) 35 Spiele, 1 Tor - Axel Axelsson (1963–1964) 3 Spiele, kein Tor |

## Á
| - Ágúst Gylfason (1993–1996) 6 Spiele, kein Tor - Ágúst Hauksson (1980) 1 Spiel, kein Tor - Ágúst Már Jónsson (1986–1989) 23 Spiele, kein Tor - Ármann Smári Björnsson (2006–2009) 6 Spiele, 1 Tor - Árni Gautur Arason (1998–2010) 71 Spiele, kein Tor - Árni Njálsson (1956–1967) 21 Spiele, kein Tor - Árni Stefánsso (1975–1978) 15 Spiele, kein Tor - Árni Sveinsson (1975–1985) 50 Spiele, 4 Tore | - Ársæll Kjartansson (1966–1968) 3 Spiele, kein Tor - Ársæll Kristjánsson (1984–1985) 2 Spiele, kein Tor - Ásbjörn Björnsson (1982) 1 Spiel, kein Tor - Ásgeir Elíasson (1970–1984) 32 Spiele, 1 Tor - Ásgeir Gunnar Ásgeirsson (2007) 3 Spiele, kein Tor - Ásgeir Sigurvinsson (1972–1989) 45 Spiele, 5 Tore - Ástráður Gunnarsson (1972–1973) 8 Spiele, kein Tor |

## B
| - Baldur Aðalsteinsson (2002–2008) 8 Spiele, kein Tor - Baldur Bjarnason (1991–1993) 11 Spiele, kein Tor - Baldur Bragason (1992–1993) 5 Spiele, kein Tor - Baldur Sigurðsson (2009–2010) 3 Spiele, kein Tor - Baldvin Baldvinsson (1965–1971) 4 Spiele, 1 Tor - Bergur Bergsson (1951) 2 Spiele, kein Tor - Birgir Guðjónsson (1947) 1 Spiel, kein Tor - Birkir Bjarnason (2010–2012) 18 Spiele, 2 Tore - Birkir Kristinsson (1988–2004) 74 Spiele, kein Tor - Birkir Már Sævarsson (2007–2012) 32 Spiele, kein Tor - Bjarki B. Gunnlaugsson (1993–2000) 27 Spiele, 7 Tore - Bjarni Felixson (1962–1964) 6 Spiele, kein Tor - Bjarni Guðjónsson (1997–2010) 23 Spiele, 1 Tor - Bjarni Guðnason (1951–1953) 4 Spiele, kein Tor | - Bjarni Jónsson (1990) 2 Spiele, kein Tor - Bjarni Ólafur Eiríksson (2005–2012) 21 Spiele, kein Tor - Bjarni Óskar Þorsteinsson (2000–2003) 10 Spiele, kein Tor - Bjarni Sigurðsson (1980–1991) 41 Spiele, kein Tor - Bjarni Sveinbjörnsson (1985) 1 Spiel, kein Tor - Bjarni Þór Viðarsson (2008) 1 Spiel, kein Tor - Björgólfur Hideaki Takefusa (2003–2009) 3 Spiele, kein Tor - Björgvin Hermannsson (1957) 1 Spiel, kein Tor - Björn Bergmann Sigurðarson (2011) 1 Spiel, kein Tor - Björn Helgason (1959–1963) 2 Spiele, kein Tor - Björn Lárusson (1967–1975) 10 Spiele, 1 Tor - Brandur Brynjólfsson (1946) 1 Spiel, kein Tor - Brynjar Björn Gunnarsson (1997–2009) 74 Spiele, 4 Tore |

## D
| - Daði Lárusson (2005–2007) 3 Spiele, kein Tor - Dagbjartur Grímsson (1957) 2 Spiele, kein Tor - Dagbjartur Hannesson (1953–1954) 3 Spiele, kein Tor | - Davíð Þór Viðarsson (2007–2009) 8 Spiele, kein Tor - Diðrik Ólafsson (1973) 3 Spiele, kein Tor - Dýri Guðmundsson (1978–1980) 5 Spiele, kein Tor |

## E
| - Eggert Guðmundsson (1985) 1 Spiel, kein Tor - Eggert Gunnþór Jónsson (2007–2012) 19 Spiele, kein Tor - Eiður Guðjohnsen (1996–2012) 68 Spiele, 24 Tore - Einar Ásbjörn Ólafsson (1984–1985) 3 Spiele, kein Tor - Einar Guðleifsson (1966) 1 Spiel, kein Tor - Einar Gunnarsson (1969–1973) 20 Spiele, kein Tor - Einar Halldórsson (1948–1956) 9 Spiele, kein Tor - Einar Páll Tómasson (1990–1992) 5 Spiele, kein Tor - Einar Þór Daníelsson (1993–2002) 21 Spiele, 1 Tor - Einar Þórhallsson (1976) 1 Spiel, kein Tor - Eiríkur Þorsteinsson (1974) 3 Spiele, kein Tor | - Elfar Freyr Helgason (2011) 1 Spiel, kein Tor - Ellert B. Schram (1959–1970) 23 Spiele, 6 Tore - Ellert Sölvason (1946–1949) 4 Spiele, kein Tor - Elmar Geirsson (1967–1980) 23 Spiele, 2 Tore - Emil Hallfreðsson (2004–2009) 34 Spiele, 1 Tor - Erlendur Magnússon (1970–1971) 2 Spiele, kein Tor - Erlingur Kristjánsson (1982–1984) 5 Spiele, 3 Tore - Eyjólfur Héðinsson (2008–2009) 5 Spiele, kein Tor - Eyjólfur Sverrisson (1990–2001) 66 Spiele, 10 Tore - Eyleifur Hafsteinsson (1964–1972) 26 Spiele, 4 Tore |

## F
| - Finnur Kolbeinsson (1993) 1 Spiel, kein Tor - Fjalar Þorgeirsson (2001–2010) 5 Spiele, kein Tor | - Friðrik Friðriksson (1982–1995) 26 Spiele, kein Tor |

## G
| - Garðar Árnason (1959–1963) 11 Spiele, 1 Tor - Garðar Jóhannsson (2008–2012) 8 Spiele, 2 Tore - Gísli Torfason (1973–1978) 29 Spiele, kein Tor - Gísli Þorkelsson (1964) 1 Spiel, kein Tor - Grétar Einarsson (1991–1992) 3 Spiele, kein Tor - Grétar Magnússon (1973–1975) 8 Spiele, kein Tor - Grétar Ólafur Hjartarson (2002) 1 Spiel, kein Tor - Grétar Rafn Steinsson (2002–2012) 46 Spiele, 4 Tore - Guðbjörn Jónsson (1953) 1 Spiel, kein Tor - Guðgeir Leifsson (1971–1979) 39 Spiele, 1 Tor - Guðjón Árni Antoníusson (2009) 1 Spiel, kein Tor - Guðjón Baldvinsson (2009–2012) 2 Spiele, kein Tor - Guðjón Finnbogason (1953–1958) 16 Spiele, kein Tor - Guðjón Guðmundsson (1969–1970) 4 Spiele, kein Tor - Guðjón Jónsson (1960) 2 Spiele, kein Tor - Guðjón Þórðarson (1985) 1 Spiel, kein Tor - Guðmann Þórisson (2008) 1 Spiel, kein Tor - Guðmundur Baldursson (1981–1988) 9 Spiele, kein Tor - Guðmundur Benediktsson (1994–2001) 10 Spiele, 2 Tore - Guðmundur Erlingsson (1984) 1 Spiel, kein Tor - Guðmundur H. Torfason (1985–1991) 26 Spiele, 4 Tore - Guðmundur Hreiðarsson (1988–1989) 2 Spiele, kein Tor - Guðmundur I. Magnússon (1991) 1 Spiel, kein Tor - Guðmundur Kristjánsson (2009–2012) 5 Spiele, kein Tor - Guðmundur Óskarsson (1960) 1 Spiel, kein Tor | - Guðmundur Pétursson (1967) 3 Spiele, kein Tor - Guðmundur Reynir Gunnarsson (2008–2010) 3 Spiele, kein Tor - Guðmundur Steinarsson (2002–2008) 3 Spiele, kein Tor - Guðmundur Steinsson (1980–1988) 19 Spiele, 8 Tore - Guðmundur Þorbjörnsson (1976–1986) 37 Spiele, 7 Tore - Guðmundur Þórðarson (1970) 3 Spiele, kein Tor - Guðni Bergsson (1984–2003) 80 Spiele, 1 Tor - Guðni Jónsson (1964–1967) 3 Spiele, kein Tor - Guðni Kjartansson (1967–1973) 31 Spiele, kein Tor - Gunnar Einarsson (1998) 1 Spiel, kein Tor - Gunnar Felixson (1961–1966) 7 Spiele, 2 Tore - Gunnar Gíslason (1982–1991) 50 Spiele, 3 Tore - Gunnar Gunnarsson (1953–1957) 7 Spiele, 1 Tor - Gunnar Heiðar Þorvaldsson (2005–2012) 23 Spiele, 5 Tore - Gunnar Leósson (1957) 1 Spiel, kein Tor - Gunnar Már Másson (1997) 2 Spiele, kein Tor - Gunnar Oddsson (1989–1995) 3 Spiele, 1 Tor - Gunnar S. Guðmannsson (1951–1964) 9 Spiele, 2 Tore - Gunnar Þór Gunnarsson (2007) 3 Spiele, kein Tor - Gunnar Örn Jónsson (2010) 1 Spiel, kein Tor - Gunnlaugur Jónsson (1997–2002) 12 Spiele, kein Tor - Gunnlaugur Lárusson (1947–1948) 2 Spiele, kein Tor - Gunnleifur Gunnleifsson (2000–2012) 24 Spiele, kein Tor - Gylfi Einarsson (2000–2006) 24 Spiele, 1 Tor - Gylfi Þór Sigurðsson (2010–2012) 14 Spiele, 2 Tore |

## H
| - Hafsteinn Guðmundsson (1946–1951) 4 Spiele, kein Tor - Hafþór Kolbeinsson (1984) 2 Spiele, kein Tor - Hafþór Sveinjónsson (1982–1983) 3 Spiele, kein Tor - Halldór Áskelsson (1984–1989) 24 Spiele, 4 Tore - Halldór Björnsson (1968–1976) 9 Spiele, kein Tor - Halldór Halldórsson (1949–1957) 11 Spiele, 1 Tor - Halldór Halldórsson (1985) 1 Spiel, kein Tor - Halldór Orri Björnsson (2010) 1 Spiel, kein Tor - Halldór Sigurbjörnsson (1954–1957) 8 Spiele, kein Tor - Hallgrímur Jónasson (2008–2012) 6 Spiele, 3 Tore - Hannes Þ. Sigurðsson (2005–2008) 13 Spiele, 1 Tor - Hannes Þór Halldórsson (2011–2012) 9 Spiele, kein Tor - Haraldur Freyr Guðmundsson (2005) 2 Spiele, kein Tor - Haraldur Ingólfsson (1990–1996) 20 Spiele, 2 Tore - Haraldur Sturlaugsson (1969–1971) 7 Spiele, kein Tor - Haukur Bjarnason (1951–1956) 5 Spiele, kein Tor - Haukur Ingi Guðnason (1998–2002) 8 Spiele, kein Tor - Haukur Óskarsson (1946–1947) 2 Spiele, kein Tor - Haukur Páll Sigurðsson (2010) 1 Spiel, kein Tor - Heiðar Helguson (1999–2011) 55 Spiele, 12 Tore - Heimir Einarsson (2008) 1 Spiel, kein Tor - Heimir Guðjónsson (1996–1997) 6 Spiele, kein Tor - Heimir Guðjónsson (1959–1965) 7 Spiele, kein Tor - Heimir Guðmundsson (1987–1988) 3 Spiele, kein Tor - Heimir Karlsson (1982) 3 Spiele, 1 Tor - Helgi Bentsson (1983) 2 Spiele, kein Tor - Helgi Björgvinsson (1956–1958) 2 Spiele, 1 Tor | - Helgi Daníelsson (1953–1965) 25 Spiele, kein Tor - Helgi Eysteinsson (1949) 1 Spiel, kein Tor - Helgi Kolviðsson (1996–2003) 30 Spiele, kein Tor - Helgi Númason (1967) 2 Spiele, 1 Tor - Helgi Sigurðsson (1993–2008) 62 Spiele, 10 Tore - Helgi V. Jónsson (1960–1961) 3 Spiele, kein Tor - Helgi Valur Daníelsson (2001–2012) 24 Spiele, kein Tor - Hermann Gunnarsson (1966–1973) 20 Spiele, 6 Tore - Hermann Hermannsson (1946–1949) 4 Spiele, kein Tor - Hermann Hreiðarsson (1996–2011) 89 Spiele, 5 Tore - Hilmar Björnsson (1994) 3 Spiele, kein Tor - Hinrik Þórhallsson (1976–1980) 2 Spiele, kein Tor - Hjálmar Jónsson (2002–2012) 20 Spiele, kein Tor - Hjörtur Logi Valgarðsson (2008–2012) 8 Spiele, kein Tor - Hlynur Birgisson (1987–1997) 12 Spiele, 1 Tor - Hlynur Stefánsson (1991–1996) 25 Spiele, 1 Tor - Hólmar Örn Eyjólfsson (2012) 1 Spiel, kein Tor - Hreiðar Ársælsson (1955–1964) 8 Spiele, kein Tor - Hreiðar Bjarnason (2000–2001) 3 Spiele, kein Tor - Hreinn Elliðason (1969) 3 Spiele, kein Tor - Högni Gunnlaugsson (1964–1967) 4 Spiele, kein Tor - Hörður Felixson (1958–1963) 11 Spiele, kein Tor - Hörður Hilmarsson (1974–1979) 14 Spiele, 1 Tor - Hörður Kári Jóhannesson (1985) 1 Spiel, kein Tor - Hörður Magnússon (1990–1993) 9 Spiele, 1 Tor - Hörður Óskarsson (1949) 1 Spiel, kein Tor |

## I
| - Indriði Sigurðsson (2000–2012) 64 Spiele, 2 Tore - Ingi Björn Albertsson (1971–1979) 15 Spiele, 2 Tore - Ingvar Elísson (1960–1967) 4 Spiele, kein Tor | - Ingvar Guðmundsson (1987–1990) 10 Spiele, kein Tor - Izudin Daði Dervic (1993–1995) 14 Spiele, kein Tor |

## Í
| - Ívar Bjarklind (1997) 1 Spiel, kein Tor | - Ívar Ingimarsson (1998–2007) 30 Spiele, kein Tor |

## J
| - Jakob Jakobsson (1961) 2 Spiele, kein Tor - Jakob Jónharðsson (1997) 1 Spiel, kein Tor - Janus Guðlaugsson (1977–1985) 34 Spiele, 2 Tore - Jóhann Berg Guðmundsson (2008–2012) 22 Spiele, 1 Tor - Jóhann Birnir Guðmundsson (1997–2004) 8 Spiele, kein Tor - Jóhann Hreiðarsson (1980) 1 Spiel, kein Tor - Jóhannes Eðvaldsson (1971–1983) 34 Spiele, 2 Tore - Jóhannes Karl Guðjónsson (2001–2007) 34 Spiele, 1 Tore - Jóhannes S. Atlason (1967–1972) 24 Spiele, kein Tor - Jóhannes Þór Harðarson (2005) 2 Spiele, kein Tor - Jón Alfreðsson (1971–1975) 4 Spiele, kein Tor - Jón Daði Böðvarsson (2012) 1 Spiel, kein Tor - Jón Einarsson (1982) 1 Spiel, kein Tor | - Jón Guðni Fjóluson (2010–2011) 5 Spiele, kein Tor - Jón Gunnar Bergs (1982) 1 Spiel, kein Tor - Jón Gunnlaugsson (1974–1977) 5 Spiele, kein Tor - Jón Jóhannsson (1966–1967) 2 Spiele, 1 Tor - Jón Leósson (1957–1964) 7 Spiele, kein Tor - Jón Oddsson (1979) 1 Spiel, kein Tor - Jón Ólafur Jónsson (1969) 2 Spiele, kein Tor - Jón Pétursson (1974–1980) 26 Spiele, kein Tor - Jón Stefánsson (1961–1967) 11 Spiele, kein Tor - Jón Örn Jónasson (1946) 1 Spiel, kein Tor - Jónas Guðni Sævarsson (2008–2009) 7 Spiele, 2 Tore - Júlíus Marteinsson (1980) 1 Spiel, kein Tor |

## K
| - Karl Guðmundsson (1946–1954) 10 Spiele, kein Tor - Karl Hermannsson (1964–1975) 10 Spiele, kein Tor - Karl Þórðarson (1975–1984) 16 Spiele, kein Tor - Kári Árnason (1961–1971) 11 Spiele, 1 Tor - Kári Árnason (2005–2012) 24 Spiele, 2 Tore - Kjartan Antonsson (2001) 1 Spiel, kein Tor - Kjartan Einarsson (1990–1991) 3 Spiele, 1 Tor - Kjartan Henry Finnbogason (2011) 1 Spiel, kein Tor - Kjartan Sigtryggsson (1967) 1 Spiel, kein Tor - Kjartan Sturluson (2002–2008) 7 Spiele, kein Tor - Kolbeinn Sigþórsson (2010–2012) 11 Spiele, 8 Tore - Kristinn Björnsson (1974–1977) 2 Spiele, 1 Tor | - Kristinn Gunnlaugsson (1955–1960) 9 Spiele, kein Tor - Kristinn Hafliðason (1994) 1 Spiel, kein Tor - Kristinn Jónsson (2009) 1 Spiel, kein Tor - Kristinn Jörundsson (1972–1980) 2 Spiele, kein Tor - Kristinn Rúnar Jónsson (1988–1992) 11 Spiele, kein Tor - Kristján B. Olgeirsson (1980) 1 Spiel, kein Tor - Kristján Finnbogason (1993–2005) 20 Spiele, kein Tor - Kristján Halldórsson (1991) 1 Spiel, kein Tor - Kristján Jónsson (1984–1995) 42 Spiele, kein Tor - Kristján Örn Sigurðsson (2003–2011) 53 Spiele, 4 Tore - Kristófer Sigurgeirsson (1994) 2 Spiele, kein Tor |

## L
| - Lárus Guðmundsson (1980–1987) 17 Spiele, 3 Tore - Lárus Orri Sigurðsson (1995–2003) 42 Spiele, 2 Tore | - Loftur Ólafsson (1986–1987) 8 Spiele, 1 Tor |

## M
| - Magnús H. Bergs (1980–1985) 16 Spiele, 2 Tore - Magnús Jónatansson (1965–1970) 5 Spiele, kein Tor - Magnús Jónsson (1954) 2 Spiele, kein Tor - Magnús Torfason (1966–1967) 4 Spiele, 2 Tore - Magnús Þorvaldsson (1974) 2 Spiele, kein Tor - Marel Jóhann Baldvinsson (2001–2008) 17 Spiele, kein Tor | - Mark Duffield (1984) 1 Spiel, kein Tor - Marteinn Geirsson (1971–1982) 67 Spiele, 8 Tore - Matthías Guðmundsson (2006–2009) 4 Spiele, kein Tor - Matthías Hallgrímsson (1968–1977) 45 Spiele, 11 Tore - Matthías Vilhjálmsson (2009–2012) 8 Spiele, 1 Tor |

## N
| - Njáll Eiðsson (1982–1987) 7 Spiele, kein Tor |

## O
| - Ormarr Örlygsson (1986–1992) 9 Spiele, kein Tor - Ottó Guðmundsson (1979–1980) 3 Spiele, kein Tor | - Ottó Jónsson (1946) 1 Spiel, kein Tor |

## Ó
| - Ólafur Adolfsson (1994–1997) 21 Spiele, 1 Tor - Ólafur Björnsson (1981–1984) 7 Spiele, kein Tor - Ólafur Danívalsson (1976–1977) 2 Spiele, 1 Tor - Ólafur Gíslason (1956–1957) 2 Spiele, kein Tor - Ólafur Gottskálksson (1991–1997) 9 Spiele, kein Tor - Ólafur H. Kristjánsson (1990–1996) 14 Spiele, kein Tor - Ólafur Hannesson (1948–1955) 5 Spiele, kein Tor - Ólafur Ingi Skúlason (2003–2012) 17 Spiele, 1 Tor - Ólafur Júlíusson (1972–1980) 17 Spiele, 1 Tor - Ólafur Páll Snorrason (2010) 1 Spiel, kein Tor - Ólafur Sigurvinsson (1970–1977) 30 Spiele, kein Tor - Ólafur Stígsson (2001–2003) 9 Spiele, kein Tor - Ólafur Þór Gunnarsson (2002) 1 Spiel, kein Tor | - Ólafur Þórðarson (1984–1996) 72 Spiele, 5 Tore - Ólafur Örn Bjarnason (1998–2007) 27 Spiele, kein Tor - Óli B. Jónsson (1949) 1 Spiel, kein Tor - Óli Þór Magnússon (1983) 2 Spiele, 2 Tore - Ómar Rafnsson (1982–1983) 4 Spiele, kein Tor - Ómar Torfason (1981–1989) 39 Spiele, 1 Tor - Óskar Færseth (1980) 2 Spiele, kein Tor - Óskar Hrafn Þorvaldsson (1997) 3 Spiele, kein Tor - Óskar Pétur Tómasson (1974–1976) 4 Spiele, kein Tor - Óskar Sigurbergsson (1954) 1 Spiel, kein Tor - Óskar Sigurðsson (1966) 1 Spiel, kein Tor - Óskar Valtýsson (1971) 2 Spiele, kein Tor - Óskar Örn Hauksson (2009–2010) 2 Spiele, kein Tor |

## P
| - Páll Ólafsson (1980) 2 Spiele, 1 Tor - Páll Pálmason (1969) 1 Spiel, kein Tor - Pálmi Rafn Pálmason (2008–2010) 18 Spiele, kein Tor - Pétur Arnþórsson (1984–1990) 28 Spiele, kein Tor | - Pétur Georgsson (1953–1954) 5 Spiele, kein Tor - Pétur Hafliði Marteinsson (1993–2005) 36 Spiele, 1 Tor - Pétur Ormslev (1979–1991) 41 Spiele, 5 Tore - Pétur Pétursson (1978–1990) 41 Spiele, 11 Tore |

## R
| - Ragnar Margeirsson (1981–1992) 46 Spiele, 5 Tore - Ragnar Sigtryggsson (1957) 1 Spiel, kein Tor - Ragnar Sigurðsson (2007–2012) 24 Spiele, kein Tor - Reynir Jónsson (1966–1969) 6 Spiele, kein Tor - Reynir Karlsson (1956–1957) 3 Spiele, kein Tor - Reynir Þórðarson (1953) 3 Spiele, 1 Tor - Ríkharður Daðason (1991–2003) 44 Spiele, 14 Tore - Ríkharður Jónsson (1947–1965) 33 Spiele, 17 Tore | - Róbert Agnarsson (1978) 1 Spiel, kein Tor - Rúnar Gíslason (1976) 1 Spiel, kein Tor - Rúnar Guðmannsson (1958–1961) 6 Spiele, kein Tor - Rúnar Kristinsson (1987–2004) 104 Spiele, 3 Tore - Rúnar Már Sigurjónsson (2010) 11 Spiele, kein Tor - Rúrik Gíslason (2009–2012) 21 Spiele, 1 Tor - Rútur Snorrason (1995–1996) 3 Spiele, kein Tor |

## S
| - Sigurbergur Sigsteinsson (1971) 1 Spiel, kein Tor - Sigurður Albertsson (1966–1969) 7 Spiele, kein Tor - Sigurður Björgvinsson (1978–1985) 3 Spiele, kein Tor - Sigurður Dagsson (1966–1977) 18 Spiele, kein Tor - Sigurður Einarsson (1964) 1 Spiel, kein Tor - Sigurður Grétarsson (1980–1992) 46 Spiele, 8 Tore - Sigurður Halldórsson (1980–1984) 13 Spiele, kein Tor - Sigurður Jónsson (1983–1999) 65 Spiele, 3 Tore - Sigurður Lárusson (1981–1984) 11 Spiele, kein Tor - Sigurður Ólafsson (1946–1949) 4 Spiele, kein Tor - Sigurður Örn Jónsson (1997–2000) 7 Spiele, kein Tor - Sigurjón Kristjánsson (1982) 3 Spiele, kein Tor - Sigurlás Þorleifsson (1979–1982) 10 Spiele, 2 Tore - Siguróli Kristjánsson (1987) 2 Spiele, kein Tor - Sigursteinn Gíslason (1993–1999) 22 Spiele, kein Tor - Sigurvin Ólafsson (1965) 1 Spiel, kein Tor - Sigurvin Ólafsson (1997–2006) 7 Spiele, kein Tor - Sigurþór Jakobsson (1962–1965) 6 Spiele, kein Tor - Sigþór Júlíusson (2000–2001) 2 Spiele, kein Tor - Símon Kristjánsson (1980) 1 Spiel, kein Tor - Skúli Ágústsson (1962–1970) 3 Spiele, kein Tor - Skúli Jón Friðgeirsson (2010–2012) 4 Spiele, kein Tor - Skúli Níelsen (1957) 2 Spiele, kein Tor - Stefán Gíslason (2002–2009) 32 Spiele, kein Tor | - Stefán Halldórsson (1983) 1 Spiel, kein Tor - Stefán Jóhannsson (1980–1985) 2 Spiele, kein Tor - Stefán Logi Magnússon (2008–2012) 10 Spiele, kein Tor - Stefán Þór Þórðarson (1998–2008) 6 Spiele, 1 Tor - Stefán Örn Sigurðsson (1978) 1 Spiel, kein Tor - Steinar Adolfsson (1991–1999) 14 Spiele, 1 Tor - Steinar Jóhannsson (1971–1973) 2 Spiele, 1 Tor - Steinar Þór Guðgeirsson (1991) 1 Spiel, kein Tor - Steingrímur Birgisson (1984–1990) 3 Spiele, 1 Tor - Steingrímur Björnsson (1960–1962) 4 Spiele, 1 Tor - Steingrímur Jóhannesson (1998) 1 Spiel, kein Tor - Steinþór Freyr Þorsteinsson (2009–2012) 7 Spiele, kein Tor - Sveinbjörn Hákonarson (1983–1992) 10 Spiele, 1 Tor - Sveinn Helgason (1946–1953) 7 Spiele, kein Tor - Sveinn Jónsson (1958–1963) 12 Spiele, 1 Tor - Sveinn Teitsson (1953–1964) 23 Spiele, 2 Tore - Sverrir Garðarsson (2007) 1 Spiel, kein Tor - Sverrir Sverrisson (1996–2001) 17 Spiele, kein Tor - Sæbjörn Guðmundsson (1982–1984) 2 Spiele, 2 Tore - Sæmundur Gíslason (1946–1951) 6 Spiele, kein Tor - Sævar Jónsson (1980–1992) 69 Spiele, 1 Tor - Sævar Tryggvason (1969–1971) 2 Spiele, kein Tor - Sævar Þór Gíslason (2001–2002) 7 Spiele, kein Tor - Sölvi Geir Ottesen Jónsson (2005–2012) 20 Spiele, kein Tor |

## T
| - Teitur Þórðarson (1972–1985) 41 Spiele, 9 Tore - Theódór Elmar Bjarnason (2007–2010) 10 Spiele, kein Tor - Tómas Ingi Tómasson (1990–1992) 2 Spiele, kein Tor - Tómas Pálsson (1971–1979) 6 Spiele, 2 Tore | - Trausti Haraldsson (1979–1984) 20 Spiele, kein Tor - Trausti Ómarsson (1982) 2 Spiele, kein Tor - Tryggvi Guðmundsson (1997–2008) 42 Spiele, 12 Tore |

## U
| - Unnsteinn Kárason (1984) 1 Spiel, kein Tor |

## V
| - Valdimar Kristófersson (1991–1992) 2 Spiele, kein Tor - Valur Fannar Gíslason (2000–2010) 5 Spiele, kein Tor - Valur Valsson (1984–1992) 14 Spiele, kein Tor - Valþór Sigþórsson (1984) 1 Spiel, kein Tor | - Veigar Páll Gunnarsson (2001–2011) 34 Spiele, 6 Tore - Viðar Halldórsson (1976–1983) 27 Spiele, kein Tor - Viðar Þorkelsson (1986–1990) 26 Spiele, kein Tor - Vilhjálmur Kjartansson (1976) 1 Spiel, kein Tor |

## Þ
| - Þorbergur Atlason (1968–1972) 13 Spiele, kein Tor - Þorgrímur Þráinsson (1981–1990) 17 Spiele, kein Tor - Þormóður Árni Egilsson (1990–1994) 8 Spiele, kein Tor - Þorsteinn Bjarnason (1978–1986) 28 Spiele, kein Tor - Þorsteinn Friðþjófsson (1965–1970) 9 Spiele, kein Tor - Þorsteinn Guðjónsson (1988–1996) 4 Spiele, kein Tor - Þorsteinn Ólafsson (1971–1980) 16 Spiele, kein Tor - Þorsteinn Þorsteinsson (1982–1988) 9 Spiele, kein Tor - Þorvaldur Makan Sigbjörnsson (2002) 1 Spiel, kein Tor - Þorvaldur Örlygsson (1987–1995) 41 Spiele, 7 Tore - Þórarinn Ingi Valdimarsson (2012) 1 Spiel, kein Tor - Þórður Guðjónsson (1993–2004) 58 Spiele, 13 Tore | - Þórður Jónsson (1955–1962) 13 Spiele, 2 Tore - Þórður Jónsson (1967) 1 Spiel, kein Tor - Þórður Marelsson (1983) 1 Spiel, kein Tor - Þórður Þórðarson (1951–1958) 18 Spiele, 9 Tore - Þórður Þórðarson (1996) 1 Spiel, kein Tor - Þórhallur Dan Jóhannsson (1996–2002) 2 Spiele, kein Tor - Þórhallur Einarsson (1946) 1 Spiel, kein Tor - Þórhallur Örn Hinriksson (2000–2001) 5 Spiele, 1 Tor - Þórir Jónsson (1970–1972) 2 Spiele, kein Tor - Þórólfur Beck (1959–1969) 20 Spiele, 5 Tore - Þröstur Stefánsson (1971) 5 Spiele, kein Tor |

## Ö
| - Ögmundur Kristinsson (1983) 1 Spiel, kein Tor - Örn Óskarsson (1972–1982) 23 Spiele, 1 Tor | - Örn Steinsen (1959–1961) 8 Spiele, 1 Tor |